# The Troubles of a Merchant and How to Stop Them
The Troubles of a Merchant and How to Stop Them è un cortometraggio muto del 1917 prodotto dalla Essanay di Chicago. Il nome del regista non viene riportato nei credit.

## Trama
Il negozio di J. W. White è in perdita per la cattiva gestione. Le cose cominciano a migliorare dopo che White adotta dei criteri di vendita più moderni.

## Produzione
Il film fu prodotto dalla Essanay Film Manufacturing Company.

## Distribuzione
Distribuito dalla General Film Company, il film - un cortometraggio di 34 minuti - uscì nelle sale cinematografiche USA nel 1917.